# Halabdzsa
Halabdzsa (kurd: هڵبجه, angol: Halabja) város Irak északkeleti részén fekszik 240 km-re Bagdadtól, és 14 km-re az iráni határtól. Az azonos nevű kormányzóság székhelye. Lakossága 117 ezer fő volt 2013-ban, melynek zöme kurd. A városban élő kurdok szinte kizárólag a szoráni kurd dialektust beszélik.
1988 márciusában, Szaddám vezetése alatt az iraki légierő a várost mérges-gázzal támadta meg. A támadás legalább 5 ezer (más becslések szerint 10 ezer) ember halálát okozta és több, mint 7 ezer ember szenvedett súlyos, maradandó egészségügyi károsodást.

## Nevezetes személyek
- Abdullah Goran (1904–1962), költő
- Salaheddine Bahaaeddin (* 1950), politikus

## Fordítás
- Ez a szócikk részben vagy egészben  a   Halabja című angol Wikipédia-szócikk fordításán alapul.  Az eredeti cikk szerkesztőit annak laptörténete sorolja fel. Ez a jelzés csupán a megfogalmazás eredetét és a szerzői jogokat jelzi, nem szolgál a cikkben szereplő információk forrásmegjelöléseként.